# I’ll Remember
«I’ll Remember [Theme from With Honors]» — песня американской певицы Мадонны. Впервые песня появилась на саундтреке к фильму «С почестями». Позже песня появилась на сборнике баллад Something to Remember

## О песне
Песня должна была реабилитировать Мадонну, показать радикальные изменения в её образе и стиле, который получил отрицательную реакцию, как критически, так и коммерчески, после выхода книги «Секс», альбома «Эротика» и фильма «Тело как улика». Песня была высоко оценена критиками. Видео на песню не было столь успешным, так как оно было похоже на предыдущую работу певицы — «Rain». Вживую песня не исполнялась.
Мадонна была номинирована на 37-ю премию «Грэмми» за лучшую песню, написанную специально для кинофильма или телевидения, и на 52-ю премию «Золотой глобус» за лучшую оригинальную песню. «I’ll Remember» также имела коммерческий успех, достигнув второго места в Billboard Hot 100 и став ее четвертым хитом номер один в чарте Adult Contemporary.

## Список композиций
- Американский CD и 7" сингл[2]

1. «I’ll Remember — Theme from With Honors»
2. «Secret Garden»

- Американский компакт-диск макси-сингл[2]

1. «I’ll Remember»
2. «I’ll Remember (Guerilla Beach Mix)»
3. «Why’s It So Hard (живая версия)»
4. «I’ll Remember (Orbit Remix)»

- Британские кассета и 7" сингл[2]

1. «I’ll Remember»
2. «Secret Garden»

| - Британский 5" CD-сингл 1. «I’ll Remember» 2. «I’ll Remember (Orbit Remix)» 3. «I’ll Remember (Guerilla Beach Mix)» 4. «Why’s It So Hard (живая версия)» немецкий релиз включает в себя так же «In This Life (живая версия)» - Британский 12" сингл 1. «I’ll Remember (Guerilla Beach Mix)» 2. «I’ll Remember (Guerilla Groove Mix)» 3. «I’ll Remember» 4. «I’ll Remember (Orbit Alternative Remix)» |

## Чарты
| Чарт (1994)                     | Наивысшая позиция |
| ------------------------------- | ----------------- |
| Australian Singles Chart        | 7                 |
| Belgian VRT Top 30              | 25                |
| Canadian RPM Singles Chart      | 1                 |
| Dutch Top 40                    | 28                |
| French Singles Chart            | 40                |
| German Singles Chart            | 49                |
| Irish Singles Chart             | 10                |
| Italian Singles Chart           | 1                 |
| New Zealand Singles Chart       | 37                |
| Swedish Singles Chart           | 9                 |
| Swiss Singles Chart             | 17                |
| UK Singles Chart                | 7                 |
| Американский Billboard Hot 100  | 2                 |
| Американский Adult Contemporary | 1                 |

## Участники записи
- Мадонна (певица) — автор песни, вокал
- Патрик Леонард — соавтор , ударные , клавишные , продакшн
- Ричард Пейдж — соавтор
- Дин Паркс — акустическая гитара
- Сьюзи Катаяма — виолончель